# Schwackenreute
Schwackenreute ist ein Ortsteil der Gemeinde Mühlingen im baden-württembergischen Landkreis Konstanz in Deutschland.

## Geographie

### Geographische Lage
Schwackenreute liegt im Nordosten des Hegaus, am Übergang zum Linzgau, etwa anderthalb Kilometer östlich der Mühlinger Ortsmitte, auf einer Höhe von bis zu 645 m ü. NHN. Früher, im ausgehenden Mittelalter, wurde diese Landschaft nördlich von Stockach als das „Madach“ bezeichnet.
Im Westen grenzt Schwackenreute an Mühlingen, im Südwesten an den Ortsteil Mühlweiler, im Süden an den Ortsteil Zoznegg, im Osten an die Gemeinde Hohenfels sowie im Nordosten an Sauldorf im Landkreis Sigmaringen.

### Gliederung
1874 betrug die Fläche von Schwackenreute 383 Morgen und 234,4 Ruten (= 1,381 Quadratkilometer).
Zur ehemaligen Gemeinde Schwackenreute gehören heute das Dorf „Schwackenreute“, der Weiler „Stohrenhof“, die Höfe „Mühle“ und „Neuhäuslerhof“ sowie die Wüstung „Mangenhof“.

### Geologie

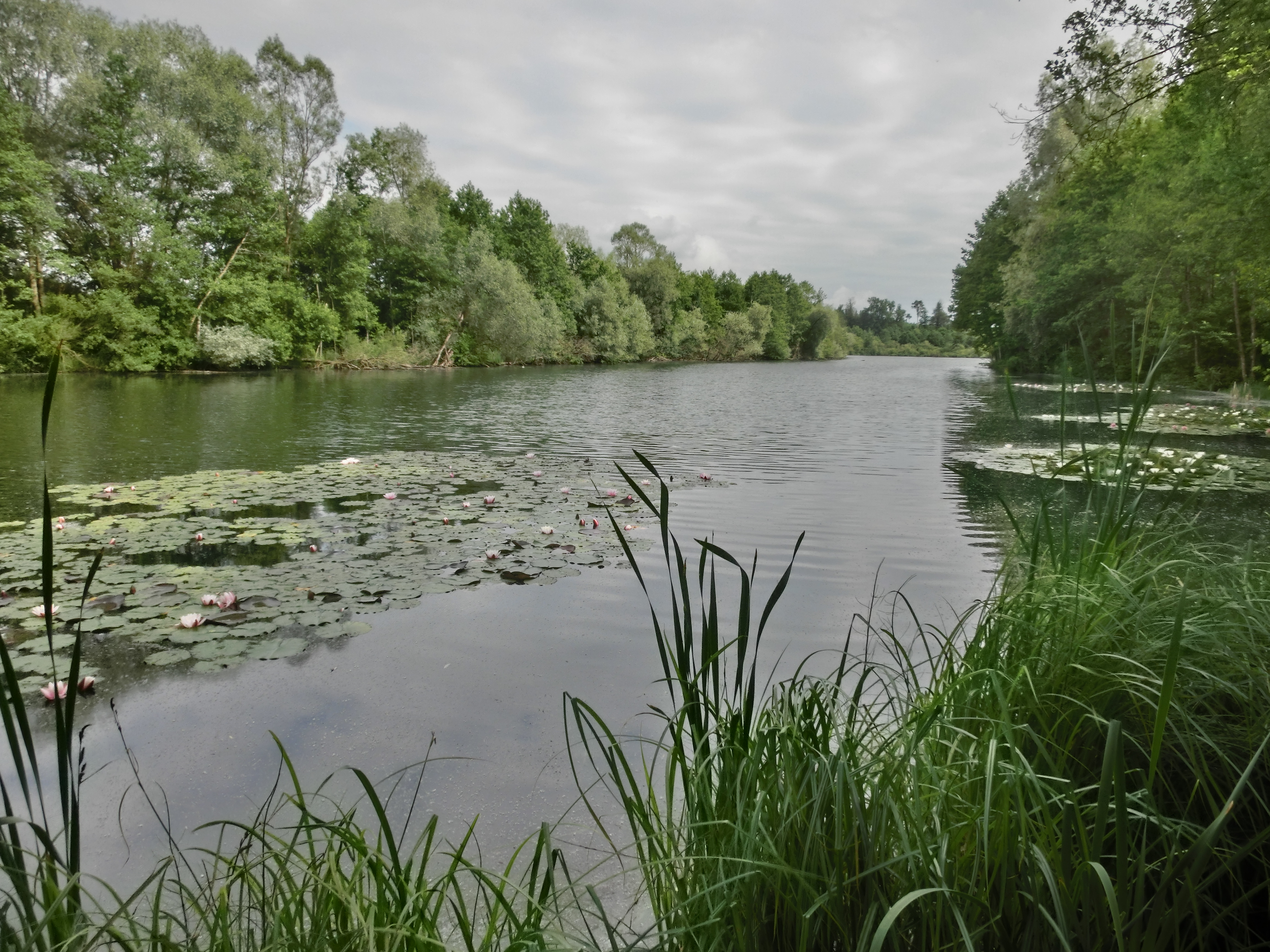
NSG „Schwackenreuter Baggerseen-Rübelisbach“

Im Wesentlichen liegt Schwackenreute im Bereich der Überlinger Gletscherzunge des Rheingletschers; regionalgeologisch bedeutet das: am Nordrand der Äußeren Jungmoräne bzw. des voralpinen Molassebeckens.

### Gewässer
Durch den Ort fließt die nordöstlich, im Bereich der Europäischen Wasserscheide entspringende Stockacher Aach. Sie nimmt in Schwackenreute das von Norden zufließende „Talbächlein“ auf.

### Schutzgebiete
In Schwackenreute sind neben mehreren Biotopen, das Naturdenkmal „Stohrenbühl“, das FFH-Gebiet „Ablach, Baggerseen und Waltere Moor“ sowie das Naturschutzgebiet „Schwackenreuter Baggerseen-Rübelisbach“ ausgewiesen.

## Geschichte

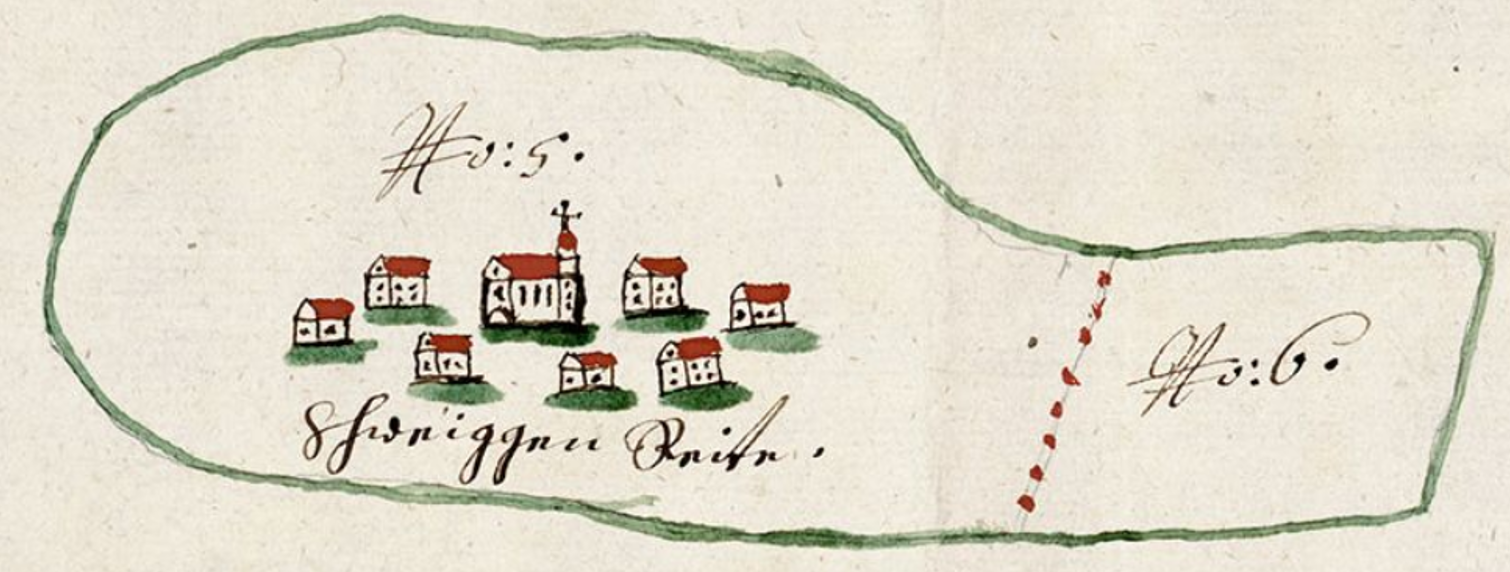
Schwackenreute auf einer Karte aus dem Jahr 1760 (Ausschnitt)

Schwackenreute ist eine Rodungssiedlung des 9./10. Jahrhunderts, 1437 wurde sie erstmals in einer Urkunde erwähnt: die Brüder Albrecht, Kaspar und Ortlof von Heudorf zu Waldsberg verkauften den Ort mit den Höfen Etschtreu und Waldhof an Johann Brotbeck d. J. von Stockach.
Im 15. Jahrhundert kam die Rodungssiedlung an die Grafen von Nellenburg, die sie 1538 an die Stadt Radolfzell verkauften.
Von den zu Schwackenreute zählenden Höfen Mühle, Neuhäuslerhof und Stohrenhöfe waren die letzteren seit 1548 nachweisbare bis 1802/03 Besitzungen des Klosters Salem.
Die Mediatisierung aufgrund des Reichsdeputationshauptschlusses führte 1810 zur Zugehörigkeit zum Großherzogtum Baden. 1843 kam der Ort zum Bezirksamt Stockach, das 1939 in Landkreis Stockach umbenannt wurde.
Bei der Auflösung des Landkreises Stockach im Zuge der baden-württembergischen Kreisreform 1973 kam das Dorf zum Landkreis Konstanz.
Am 1. Januar 1974 wurde die Gemeinde Mühlingen durch Vereinigung der Gemeinden Mühlingen, Mainwangen und Gallmannsweil neu gebildet. Die heutige Gemeinde entstand am 1. Januar 1975 durch Vereinigung dieser Gemeinde mit Schwackenreute und Zoznegg.

### Name
„Schwaigrüti“ (1437), „Schwaigkruti“ (1486), „Schwaigrüthi“, „Schwagreuthe“, „Schwiggereuthe“ (1760), „Schwakenreuthe“ (1848), „Schwackenreuthe“, Schwackenreute: der Name kommt wohl vom althochdeutschen Wort „swaiga“ für Viehweide.

### Einwohnerentwicklung
| - 1705: 0?? in sechs Häusern - 1803: 041 in sechs Familien - 1840: 063 katholische Einwohner in je acht Familien und Häusern - 1852: 073 in 18 Familien in 13 Wohngebäuden, alle katholisch - 1871: 124 (62 / 62 ) - 1885: 087 in 15 Häusern in 19 Haushaltungen - 1890: 124 (64 / 60 ) - 1900: 095 (54 / 66 ) - 1905: 0?? in 15 Häusern | - 1907: 118 katholische und 5 evangelische Einwohner - 1910: 137 (69 / 68 ) - 1925: 126 (67 / 59 ) - 1933: 111 (56 / 55 ) - 1937: 084 Katholiken - 1939: 092 (48 / 44 ) - 1946: 099, davon 55 Wahlberechtigte - 1948: 080 Katholiken und 5 Protestanten - 1950: 092 | - 1951: 119 Katholiken und 5 Protestanten - 1956: 121 (64 / 57 ) - 1961: 125 (63 / 62 ) - 1966: 126 - 1968: 103 Katholiken und 3 Protestanten - 1969: 114 - 1970: 122 (62 / 60 ) - 1977: 108 - 1996: 086[9][10][11] |

## Wappen
| Wappen der ehemaligen Gemeinde Schwackenreute | Blasonierung: „In gespaltenem Schild vorne in Silber (Weiß) ein halbes rotes Kreuz am Spalt, hinten in Gold (Gelb) drei liegende vierendige blaue Hirschstangen übereinander.“ |
| Wappen der ehemaligen Gemeinde Schwackenreute | Wappenbegründung: Das Kreuz symbolisiert die frühere Zugehörigkeit Schwackenreutes zum Hochstift Konstanz, die drei Hirschstangen zur Grafschaft Nellenburg.                   |

## Wirtschaft und Infrastruktur

### Wirtschaft
Die Schwackenreuter Bürger lebten früher hauptsächlich von der Landwirtschaft. Erst im 19. Jahrhundert nahm die zuvor unbedeutende Viehwirtschaft zu.
Tabelle: Viehstand
| Jahr     | 1803 | um 1850 | um 1900 | 1925 |
| Pferde   | 19   | 8       | 23      | 20   |
| Rinder   | ?    | 59      | 117     | 141  |
| Ochsen   | 3    | ?       | ?       | ?    |
| Schweine | ?    | 18      | 73      | 113  |
| Ziegen   | ?    | -       | -       | 9    |

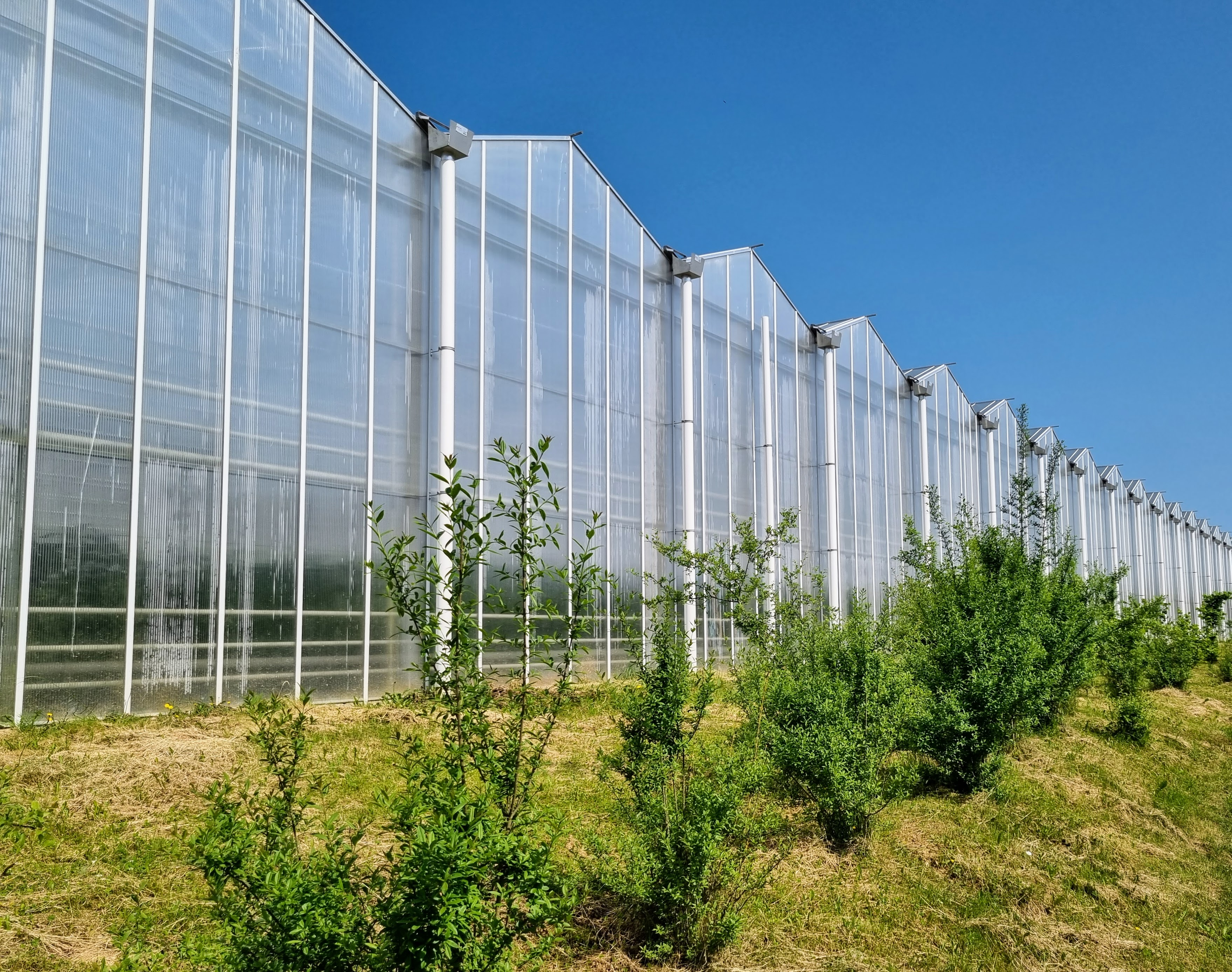
Gewächshaus der Vermarktungsgenossenschaft Reichenau Gemüse (2023)

1938 betrieben je ein Dachdecker, Gipser, Maler, Maurer und Zimmerer in Schwackenreute ihr Gewerbe. In den Jahren des Zweiten Weltkriegs mussten einige Geschäfte geschlossen werden, so dass das Angebot an Gewerbe- und Handwerksbetrieben nach Kriegsende noch geringer war, sich aber mit der Währungsreform wieder erholte.
Ende 2017 wurde nordöstlich von Schwackenreute ein vier Hektar großes Gewächshaus für Biogemüse von der Vermarktungsgenossenschaft Reichenau Gemüse in Betrieb genommen. Hier sollen jährlich voraussichtlich 600 Tonnen Tomaten, etwa 170 Tonnen Paprika und eine Million Gurken exklusiv für Rewe unter dem Label Naturland geerntet werden.

### Post
Vor 1900
Privatpersonen mussten vor 1821 ihre Post auf der Stockacher Postanstalt selbst abgeben. Dann entstand durch die Einrichtung einer Amtsbotenanstalt die Möglichkeit, dass Privatpersonen ihre Post einem Amtsboten übergeben konnten. Dieser brachte die Post anfangs zweimal, später dreimal wöchentlich zur Stockacher Postexpedition.
In den 1850er Jahren wurde die Amtbotenanstalt aufgrund stetig zunehmendem Schriftverkehr aufgehoben, ihre Dienste der Post übertragen und zum 1. Mai 1859 die Landpostanstalt ins Leben gerufen. Im Amtsbezirk Stockach wurden fünf Botenbezirke eingerichtet. Jeden Dienstag, Donnerstag und Samstag machte sich der Bote (Botenbezirk No. I) von Stockach auf die Runde über Mahlspüren, Winterspüren und Zoznegg nach Schwackenreute sowie über Hoppetenzell, Zizenhausen und Hindelwangen zurück nach Stockach. Poststücke, die in die Schwackenreuter Brieflade eingeworfen worden waren, wurden vor der Weiterleitung vom Postboten mit dem Uhrradstempel „10.“ versehen.

### Verkehr
Schwackenreute ist über die Bundesstraße 313 (Sauldorf–Stockach) in das Fernstraßennetz eingebunden.

### Öffentlicher Personennahverkehr
Vom Verkehrsverbund Hegau-Bodensee (VHB) wird Schwackenreute mehrmals täglich durch die Linie 7391 angefahren. Es bestehen Verbindungen nach Stockach, Meßkirch, Mühlingen und Sigmaringen.
Schwackenreute war bis 1971 ein Eisenbahnknoten, an dem die Bahnstrecke Altshausen–Schwackenreute von der Bahnstrecke Radolfzell–Mengen abzweigte. In den 1970er Jahren wurden beide Strecken für den Personenverkehr stillgelegt und später die Schienen Richtung Altshausen demontiert.

Am 17. Juli 2021 wurde die Strecke feierlich wieder für den Personenverkehr reaktiviert: An Sonn- und Feiertagen fahren nun zwischen Mai und Oktober immer drei Zugpaare im Freizeitverkehr unter dem Namen Biberbahn zwischen Stockach und Mengen.

### Wanderwege
Durch Schwackenreute verläuft neben einigen von der Gemeinde ausgeschilderten Wanderwegen auch der von Engen nach Stockach führende „Hegau-Panorama-Weg“.

## Sehenswürdigkeiten

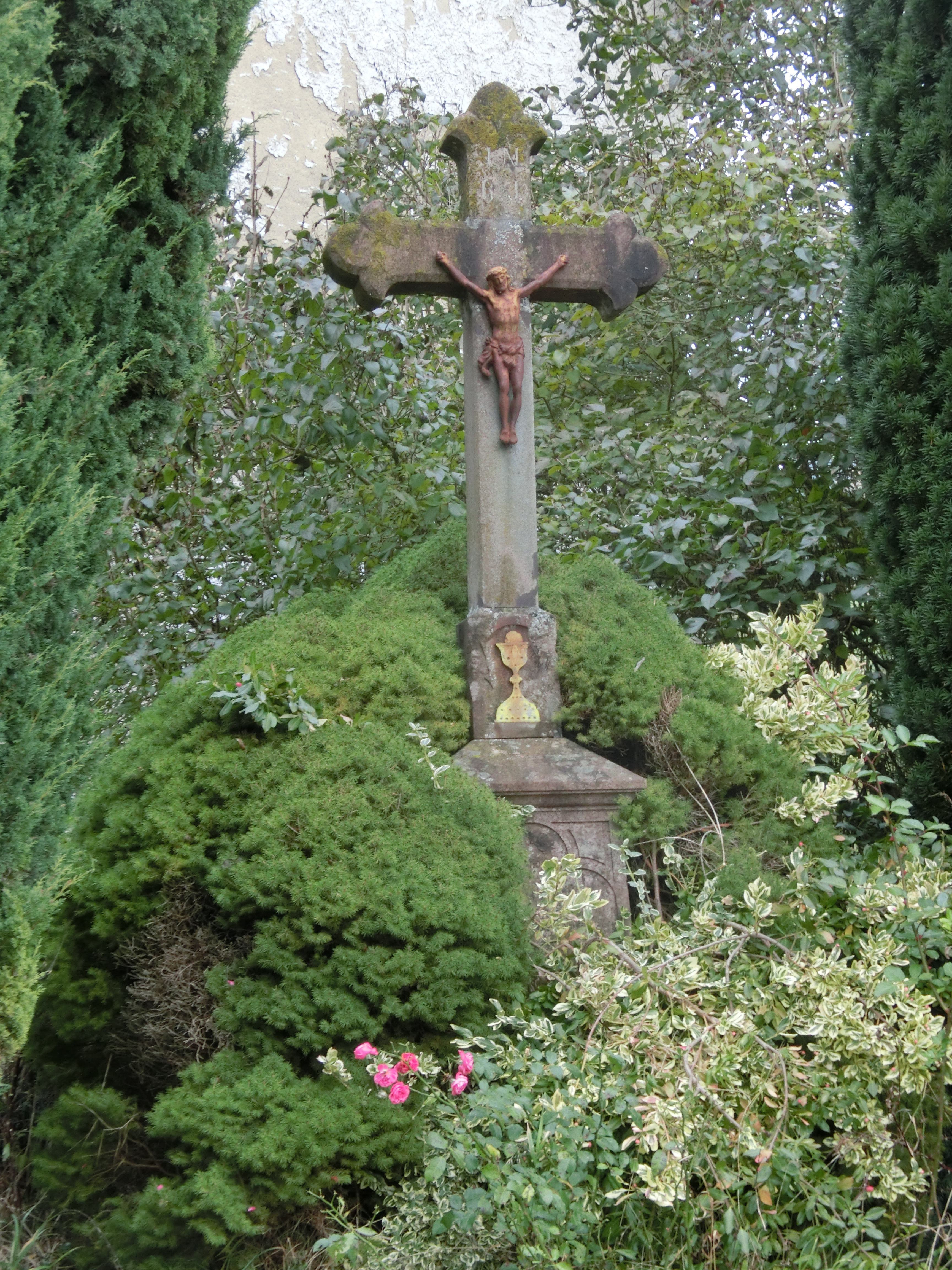
Flurkreuz in der unteren Ortsstraße

- Die Kapelle „St. Anna“ mit Datum von 1712 steht am Abzweig zu den Stohrenhöfen, wohl auf den Fundamenten eines Vorgängerbaus, denn die Heilige Anna wird bereits 1679 als Schutzpatronin genannt.
- Mehrere Flurkreuze an exponierten Stellen, auf Anhöhen und an Weggabelungen in und um Schwackenreute werden heute von der Denkmalpflege zu den Kleindenkmalen gezählt und stehen zum Teil unter Denkmalschutz.